# Taking Back Sunday
Taking Back Sunday est un groupe de rock alternatif américain, originaire de Long Island, dans l'État de New York. Revendiquant des influences telles que Jimmy Eat World ou Rites of Spring, le quintette joue une musique énergique et d'influences diverses (punk, pop rock…).
En 2002, le groupe sort son premier album, Tell All Your Friends, sur le label indépendant Victory Records, qui les propulsera au-devant de la scène. Leur place sera maintenue grâce à son successeur Where You Want to Be. En 2006, Taking Back Sunday est de retour avec Louder Now et le single MakeDamnSure qui marque du même coup leur début sur un grand label : Warner Records. Ils confirment ensuite avec New Again et Taking Back Sunday

## Biographie

### Débuts (1999–2005)
Taking Back Sunday est formé en 1999 par Eddie Reyes. Reyes est un vétéran de la scène musicale à Long Island.
En 2004, Taking Back Sunday ouvre en concert pour Blink-182 et apparait au Vans Warped Tour. Ils publient aussi leur deuxième album, Where You Want To Be, le 27 juillet 2004, au label Victory Records. Il atteint la troisième place du Billboard 200, avec près de 220 000 exemplaires vendus. Le magazine Rolling Stone considère Where You Want To Be l'un des 50 meilleurs albums de 2004.

### New Again(2006–2010)
En octobre 2007, le groupe annonce le départ de Fred Mascherino pour se consacrer à un projet solo appelé The Color Fred. Il est plus tard remplacé par Matthew Fazzi à la guitare et aux chœurs.
Sur le blog du site officiel du groupe, le bassiste Matt Rubano affirme que le groupe aurait 12 nouvelles chansons écrites pour leur prochain album. Toutefois, le groupe ne sait pas encore qui produira le prochain album. Le 5 mai 2008, Taking Back Sunday affirme officiellement que le nouveau membre était Matt Fazzi (à la guitare et au chant), qui jouait précédemment dans la formation Facing New Yor. Le groupe avait joué pour la première fois avec Matt Fazzi au Crazy Donkey à Farmingdale, dans l'État de New York. Le concert était un événement spécial. Il est annoncé sur le blog de leur page MySpace. Le groupe avait réservé leur site sous un nom différent, Lance Striker et les Rockoholics, comme une plaisanterie. Ces actions leur ont donné une chance de révéler le nouveau guitariste avant de jouer avec My Chemical Romance au Madison Square Garden le 9 mai.
Le concert du 5 mai 2008 révèle que Matt Rubano serait maintenant un troisième chanteur pour le groupe. Également durant le concert du 5 mai, le groupe avait joué deux nouvelles chansons(probablement de le nouvel album qui n'est pas encore enregistré). Adam Lazzara confirme que le titre de la deuxième nouvelle chanson était That Is Quite Enough alors que l'introduction de leur première nouvelle chanson était jouée en tant que A New Song. Selon Lazzara, cette nuit-là, c'était la première fois qu'ils avaient joué leurs nouvelles créations destinées à un public. Toutefois, en plaisantant, Lazzara explique avoir joué une des nouvelles chansons pour son père qui a déclaré que c'était « cool ». Le 6 mai 2008, Taking Back Sunday fait une apparition surprise pour l'ouverture du concert pour My Chemical Romance à l'Electric Factory à Philadelphie.(ils ont été classés comme «invité spécial» sur le chapiteau et ont même été sur scène portant des masques, ne révélant pas eux-mêmes jusqu'au début de leur première chanson) donc, personne dans l'audience avait une idée qui allait jouer jusqu'à ce qu'il se révèlent sur scène.
Le 6 novembre 2008, le groupe annonce le nom du quatrième album, New Again, en référence à la citation « I'm ready to be new again » de leur page Myspace et à la chanson du même nom qu'ils jouent depuis mai. À partir du 21 décembre 2008, les fans pouvaient acheter une carte spéciale dont les dons revenaient à une association contre le cancer et en échange ils recevaient une nouvelle chanson, Carpathia dans sa version démo qui apparaîtra sur le nouvel album prévu pour mi-avril. New Again est sorti le 2 juin 2009.

### Taking Back Sunday(2010–2012)

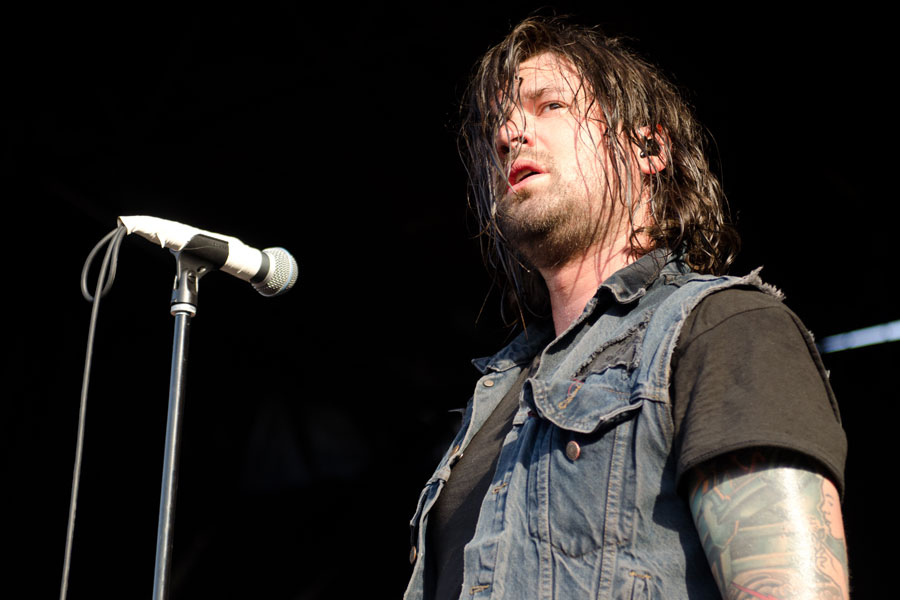
Adam Lazzara avec Taking Back Sunday au Warped Tour en 2012.

Le 29 mars 2010, Matt Rubano et Matthew Fazzi annoncent leur départ de Taking Back Sunday,. Le 12 avril 2010, le groupe fait une annonce confirmant l'arrivée de John Nolan et Shaun Cooper. Ils annoncent par la suite le début des enregistrements du cinquième album avec le producteur de Louder Now, Eric ValentineLa préproduction du nouvel album débute le 18 août 2010, le même jour que la sortie de leur album live acoustique Live from Orensanz. Le 20 décembre 2010, le groupe publie une chanson spéciale Noël intitulée Merry Christmas I Missed You So Much sur Myspace.
Le 6 avril 2011, le groupe joue au Maxwell's à Hoboken, dans le New Jersey, pour tourner le clip de la chanson El Paso. Adam Lazzara demandera au public de couper les portables et caméras pendant l'enregistrement. Ils jouent la chanson trois fois pendant le tournage. À cette même performance, ils jouent une nouvelle chanson intitulée Faith (When I Let You Down). Faith (When I Let You Down) est publié en tant que premier single de l'album le 3 mai 2011, accompagné d'une version acoustique de Great Romances of the 20th Century en face-B. le 7 juin 2011, le second single, This Is All Now, est publié sur iTunes, avec la version acoustique de Ghost Man on Third en face-B. Le 8 juillet 2011, Taking Back Sunday publie le clip de Faith (When I Let You Down). Le 3 novembre 2011, Taking Back Sunday publie le clip de You Got Me, le second single homonyme de l'album. Taking Back Sunday jour au Warped Tour 2012. Le groupe publie ensuite un vinyle 7" intitulé We Play Songs, comprenant quatre chansons acoustiques.

### TournéeTAYF10(2012–2013)
Taking Back Sunday embarque dans une tpournée spéciale dixième anniversaire appelée Tell All Your Friends en 2012,pendant laquelle le groupe joue son premier album en intégralité. Le 7 juin 2013, Taking Back Sunday confirme sur Twitter l'enregistrement d'un sixième album. Ils travailleront aux côtés de Marc Jacob Hudson et Ray Jeffrey à la production. Le 1er juillet 2013, le groupe annonce le début des enregistrements des morceaux vocaux et à la guitare.
Le 29 août 2013, Adam Lazzara et John Nolan jouent un set acoustique au Leaky Lifeboat Inn, de Seaford, à New York. Entre le 25 octobre et le 2 novembre, Spencer Chamberlain (ex-Underoath) s'occupe des parties vocales.

### Happiness IsetTidal Wave(depuis 2014)
Le 11 janvier 2014, Taking Back Sunday révèle un nouvel album, Happiness Is, en précommande sur iTunes, en parallèle à la chanson Flicker, Fade. Happiness Is est publié le 18 mars 2014 chez Hopeless Records.
Le groupe se lance dans une tournée nord-américaine en 2015 avec The Menzingers et Letlive.
Le 27 juin 2016, le nouvel album du groupe, Tidal Wave, est annoncé pour le 16 septembre la même année. Les chansons de l'album sont écrites pendant la tournée Happiness Is.

## Membres

### Membres actuels
- John Nolan – guitare solo, claviers, chant (1999–2003, depuis 2010)
- Eddie Reyes – guitare rythmique (depuis 1999)
- Adam Lazzara – chant (depuis 2001), guitare basse, chant (2001)
- Mark O'Connell – batterie, percussions (depuis 2001)
- Shaun Cooper – basse (2001–2003, depuis 2010)

### Anciens membres
- Jesse Lacey – basse, chant (1999–2001)
- Steven DeJoseph – batterie, percussions (1999–2001)
- Antonio Longo – chant (1999–2001)
- Fred Mascherino – guitare solo, chant (2003–2007)
- Matt Rubano – basse, chœurs (2003–2010)
- Matthew Fazzi – guitare, claviers, chant (2008–2010)

## Discographie

### Albums studio
- 2002 : Tell All Your Friends
- 2004 : Where You Want to Be
- 2006 : Louder Now
- 2009 : New Again
- 2011 : Taking Back Sunday
- 2014 : Happiness Is
- 2016 : Tidal Wave
- 2023 : 152

### Albums live
- 2009 : Live from Bamboozle '09
- 2010 : Live from Orensanz

### Démos
- 2001 : Taking Back Sunday EP
- 2001 : Lullaby EP
- 2002 : The Tell All Your Friends Demo
- 2011 : Demos and Other Genius Musings